# EFENIS
EFENIS (englisch Efficient Energy Integrated Solutions for Manufacturing Industries) ist ein Projekt der Europäischen Union mit dem Ziel, die Vorzüge einer neuartigen Energieeinsparungstechnologie für die Industrie aufzuzeigen.
Das Projekt wird durch das 7. Forschungsrahmenprogramm (FP7) der Europäischen Kommission gefördert. EFENIS ist eine internationale Zusammenarbeit, bestehend aus 17 akademischen und industriellen Partnern aus insgesamt 11 verschiedenen Ländern. Koordiniert wird das Projekt von der University of Manchester.

## Motivation
Das EFENIS-Projekt wurde im Jahr 2012 von einem Zusammenschluss industrieller und akademischer Partner als Teil des „20-20-20-Ziels“ der Europäischen Union gestartet. Dieser Plan für das Jahr 2020 beinhaltet die Senkung des Primärenergieverbrauches der EU um 20 %, die Verringerung der Treibhausgaswerte in der EU um mindestens 20 % im Vergleich zu den Werten aus dem Jahr 1990 sowie eine Anhebung des Gesamtanteiles an erneuerbarer Energie im EU-Endenergieverbrauch auf 20 %.
Das Projekt hat dabei die Aufgabe, neuartige Technologien und Methodiken zu entwickeln, und somit zur europäischen Strategie einer Dekarbonisierung und einer energieeffizienten Gesellschaft beizutragen.

## Projekt-Übersicht
EFENIS wurde im August 2012 für einen Zeitraum von 36 Monaten gestartet. Die Koordination des Projektes übernahm die University of Manchester. Mit Gesamtkosten von annähernd 7,4 Millionen Euro wird EFENIS mit ca. 4 Millionen Euro von der Europäischen Union gefördert (Grant Number 296003).
Das Hauptanliegen von EFENIS ist die Bereitstellung und das Aufzeigen von neuartigen Energiemanagementsystemen und Effizienztechnologien, die den Weg zu energieeffizienten Prozessen mit niedrigem Treibhausgasausstoß vereinfachen und beschleunigen. Hierfür wird das Energiemanagement, von einer einzelnen Anlage ausgehend, auf die Analyse des gesamten Produktionsstandortes und über den Standort hinaus – z. B. mittels Fernwärme – erweitert. So kann der EFENIS-Ansatz realisierbare Energieeinsparungspotentiale aufdecken und, unter der Voraussetzung niedriger Treibhausgasemissionen, ein weitreichendes Verständnis von Energieinfrastrukturen vermitteln.
Das Konsortium von EFENIS geht über die EU hinaus und umfasst dabei große industrielle Partner in energie- und treibhausgasintensiven Sektoren der chemischen Industrie und der Raffinerien. Damit sollen industrieübergreifende Integrationen sowie eine weite Verbreitung der neuen Technologien sichergestellt werden.

## Konsortium
Die 17 EFENIS-Partner sind:
- University of Manchester(Coordinator)
- Bayer AG
- MOL Rt.
- Vestas aircoil A/S
- IPLOM (Piedmontese Mineral Oil Processing Factory)
- ENN Science and Technology Development Co. Ltd.
- VTT Technical Research Centre of Finland
- Sodrugestvo-T
- ESTIA Consulting and Engineering S.A.
- Pannonische Universität Veszprém
- Universität Paderborn
- Aristoteles-Universität Thessaloniki
- Universität Genua
- Universität Maribor
- Hanyang University
- Alexandra Institute
- Technische Universität Hamburg (seit 2013)